# 1947
Cette page concerne l'année 1947 (MCMXLVII) en chiffres romains) du calendrier grégorien.
L'année 1947 est une année commune qui commence un mercredi.

## En bref
- début de la guerre froide
- 15 août : partition des Indes.
- 29 novembre : plan de partage de la Palestine.
- 30 novembre : début de la guerre civile de 1947-1948 en Palestine mandataire.

## Relations internationales
- 23 février : création de l’Organisation internationale de normalisation (ISO) à Genève[1].
- 4 avril : prise de fonction à Montréal de l’OACI (Organisation de l’aviation civile internationale)[2].
- 30 octobre : création du GATT, Accord général sur les tarifs douaniers et le commerce, axé sur la clause de la nation la plus favorisée (entré en vigueur le 1er janvier 1948)[3].

## Événements

### Afrique
- 13 janvier : grève générale à Mombasa au Kenya ; les grévistes forment un syndicat nommé African Workers’ Federation[4].

- 10 février : au traité de Paris, l’Italie renonce à ses droits et titres sur ses possessions territoriales en Afrique, c’est- à-dire la Libye, l’Érythrée et la Somalie italienne[5].

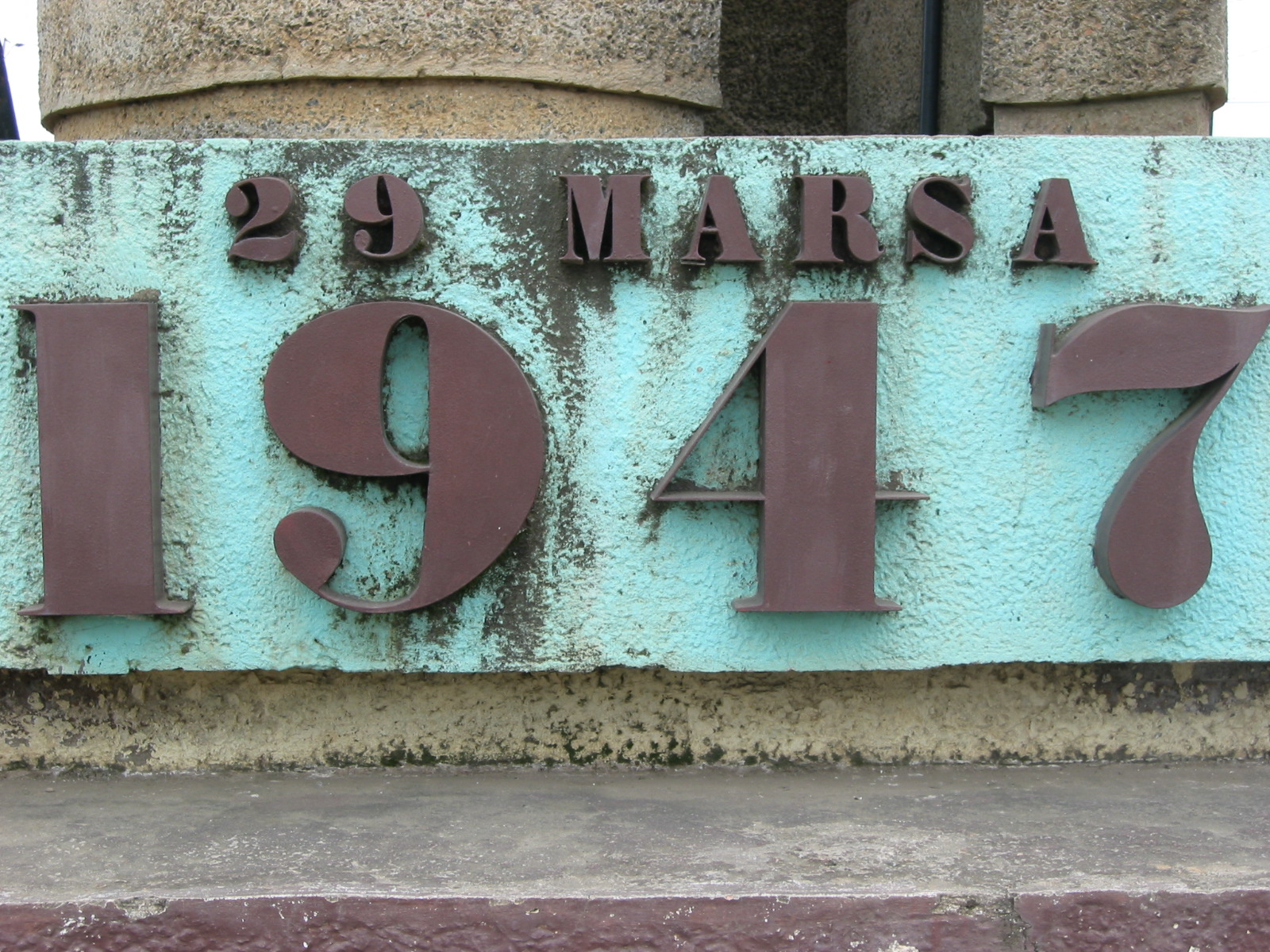
Monument commémorant les événements du 29 mars à Madagascar.

- Nuit du 29 au 30 mars : un soulèvement insurrectionnel déclenché par les nationalistes activistes éclate à Madagascar contre le régime colonial français[6]. Cent cinquante colons français sont tués. Le gouvernement Ramadier répond par une répression militaire qui fait plusieurs dizaines de milliers de morts. Levée de l’immunité parlementaire des députés malgaches membres du Mouvement démocratique de la rénovation malgache (MDRM), qui est dissous en juin.

- 7 avril : à la suite d'une dispute à propos de prostitution, plus de cent civils marocains sont massacrés dans le quartier du Bousbir à Casablanca par des tirailleurs sénégalais casernés à cet endroit, sans que leurs supérieurs hiérarchiques ne fassent rien pour les en empêcher[7].
- 8 avril : conférence syndicale de Dakar sous l’égide de la CGT[8].
- 10 avril : discours de Tanger. Le sultan Sidi Mohammed revendique l’abolition du régime de protectorat et la marche vers l’indépendance du Maroc[7].
- 24 avril : création du Centre interarmées d’essais d’engins spéciaux[9]. La France installe une base secrète d’essais de fusées, près de Hammaguir (Algérie).

- 26 juin : départ pour une mission à Londres d’une délégation conduite par le Nigérian Nnamdi Azikiwe, fondateur du Conseil national du Nigeria et du Cameroun (NCNC)[10]. Il adhère au programme fédéraliste du Secrétariat National Ouest-Africain.

- 4 septembre : reconstitution de l’ancienne colonie de Haute-Volta supprimée en 1932[11]. Le Soudan français est fixé définitivement dans ses frontières actuelles.
- 6 septembre : grève des dockers de Dar es Salaam au Tanganyika[12].
- 20 septembre : adoption du Statut de l’Algérie qui constitue désormais un groupe de trois départements bénéficiant de la personnalité civile et de l’autonomie financière. Le gouvernement général est maintenu. L’Assemblée algérienne, aux pouvoirs limités, sera élue par deux collèges distincts (citoyens de statut civil français et musulmans assimilés d’une part, Algériens ayant conservé leur statut personnel d’autre part)[13].

- 11 octobre : grève des cheminots maliens et sénégalais du Chemin de fer du Dakar-Niger[14].

- 3 novembre : création du collège classique Terrasson de Fougères de Bamako[15].

- 9 décembre : Kwame Nkrumah, invité à prendre la direction de la United Gold Coast Convention (en), parti politique revendiquant l’indépendance du Ghana fondé le 6 août, rentre au pays après douze ans d’absence[16].
- 10 décembre : séance inaugurale à Versailles de l’Assemblée de l’Union française[17].

- Refus d’une nouvelle Constitution par la minorité créole en Sierra Leone[18].

### Amérique
- 13 janvier : coup d’État du général Higinio Morínigo, président du Paraguay, qui impose le parti Colorado au gouvernement au détriment des febreristas[19].

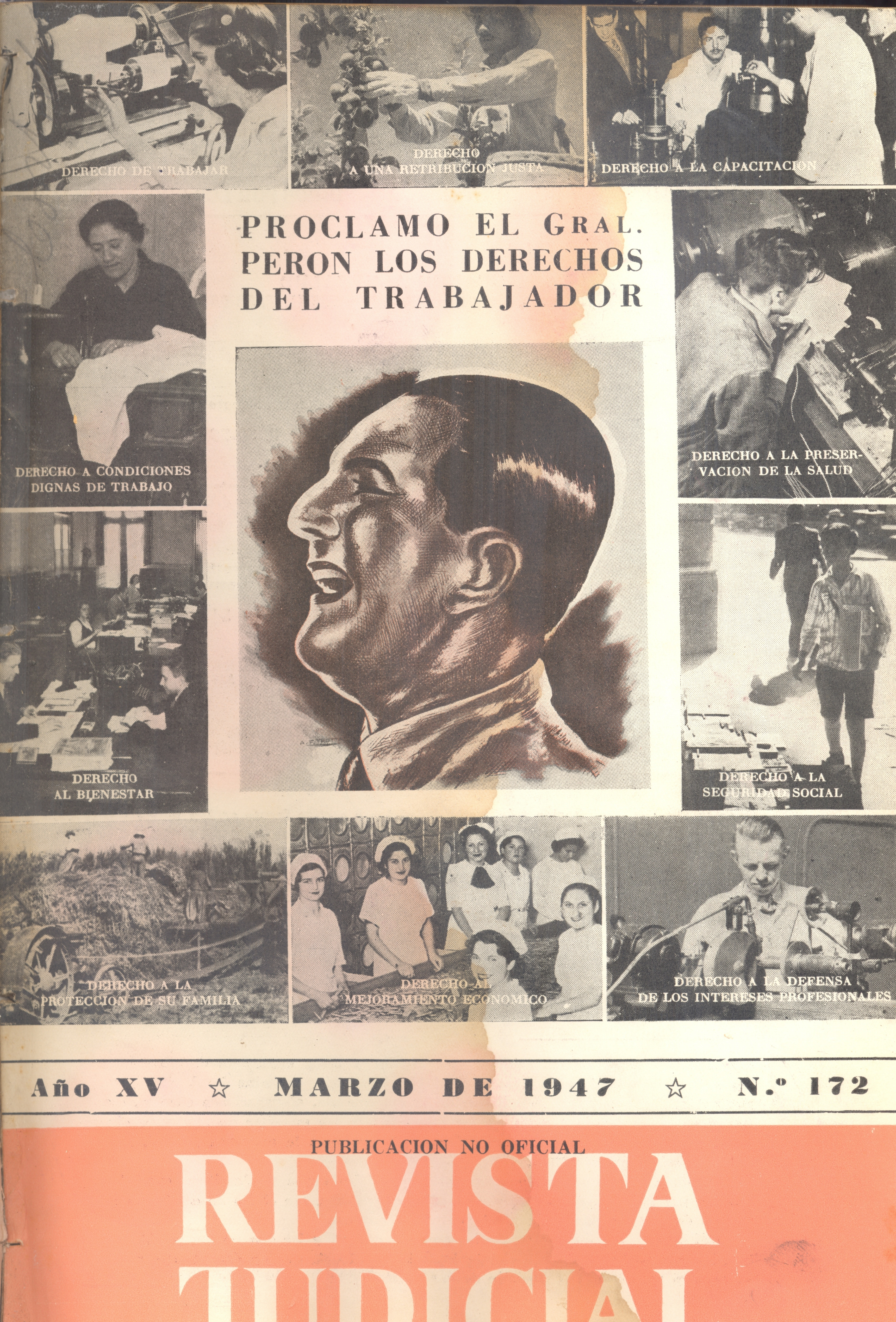
Revue judiciaire n° 172 : « le général Perón a proclamé les droits du travailleurs ».

- 24 février, Argentine : déclaration des droits du travailleur. Elle ne comprend pas le droit de grève[20].

- 7 mars, Paraguay : soulèvement de la garnison de Concepción et d’une partie des troupes du Chaco. Début de la guerre civile paraguayenne alliant les officiers « institutionnalistes », le parti libéral et le Parti « fébrériste » contre le gouvernement colorado, qui parvient à vaincre les insurgés en août avec l’aide de l’Argentine[21].
- 12 mars : doctrine Truman destinée à endiguer l’expansion du communisme en Europe (politique du containment)[22].
- 1er mai : début du mandat de Leonardo Argüello Barreto (es), élu frauduleusement président au Nicaragua le 2 février. Somoza conserve le titre de Jefe director de la Guardia, la police du régime. Quand Arguello exige la démission de Somoza (25 mai), il est immédiatement remplacé par un cousin de Somoza, Benjamín Lacayo (es) (27 mai) puis par Víctor Román Reyes (es) (3 août)[23].

- 6 avril : le parti communiste obtient 16,5 % des suffrages aux municipales au Chili. Le président Videla se défait de ses ministres communistes le 4 mai. Face aux grèves, Videla décrète l’État de siège, et le 21 octobre rompt ses relations diplomatiques avec les pays communistes, accusés de favoriser l’agitation sociale[24],[25].

- 7 mai : le parti communiste est déclaré illégal au Brésil[26].
- 15 mai - 2 octobre : la conférence internationale des radiocommunications se réunit à Atlantic City[27].

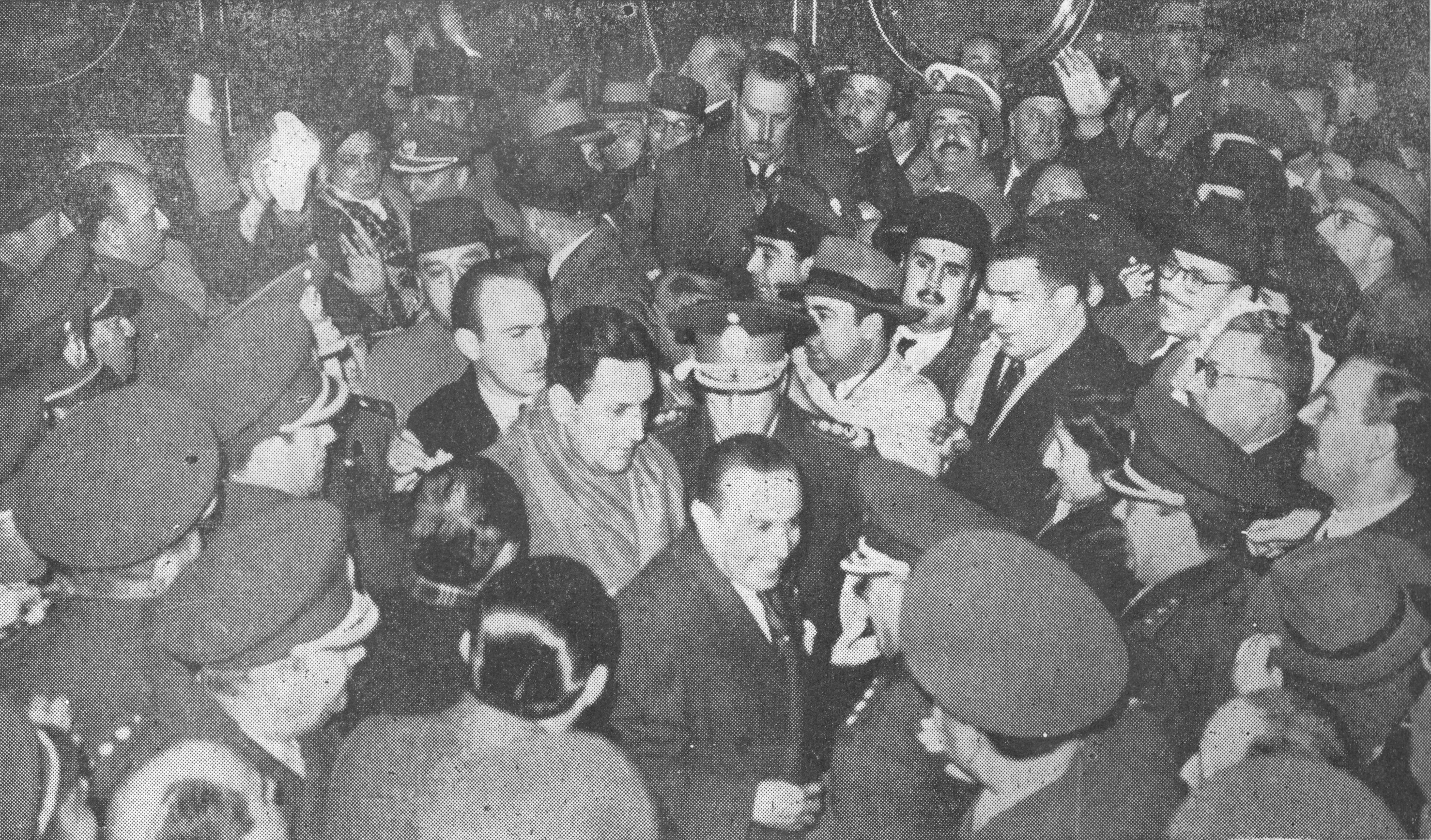
9 juillet : le président Perón reçoit son homologue Videla à San Miguel de Tucumán à l'occasion de la déclaration d’indépendance économique de l’Argentine.

- 9 juillet : déclaration d’indépendance économique en Argentine[28].

- 2 août : mort de Tomás Berreta, inauguré en mars comme président en Uruguay après la victoire électorale du parti Colorado le 24 novembre 1946. Le vice-président Luis Batlle Berres lui succède[29].
- 15 août : ouverture de la conférence interaméricaine pour le maintien de la paix et de la sécurité collective à Rio de Janeiro. Le 2 septembre, l’ensemble des pays américains à l’exception du Canada, de l’Équateur et du Nicaragua signent le pacte de Rio permettant à ces pays une assistance réciproque et facilitant la domination des États-Unis sur son continent pendant la guerre froide[30].
- 23 août : en Équateur le dirigeant populiste Velasco Ibarra est renversé par un coup d’État qui porte au pouvoir Carlos Mancheno Cajas (es), qui abolit la Constitution le 28 août avec l’intention de gouverner par décret. Il est chassé le 2 septembre par une révolte militaire conduite par Ángel Baquero Dávila[31].

### Asie et Pacifique
- 27 janvier, Londres : accord Aung San-Attlee pour l’indépendance de la Birmanie vis-a-vis du Royaume-Uni[32].
- 28 janvier : le général Marshall est rappelé après l’échec de la médiation américaine en Chine[33]. Le gouvernement américain annonce le départ des troupes qui appuyaient les nationalistes chinois[34].

- 1er février : au Japon, une grève générale prévue par plusieurs organisations est interdite par le général MacArthur[35].
- 6 février : fondation à Canberra de la Commission du Pacifique Sud[36].
- 12 février :
  - Birmanie : l’accord de Panglong ouvre la voie à l’indépendance et à la constitution d’un État birman unifié[32].
  - chute de la météorite de Sikhote-Aline, en Sibérie orientale[37].
- 25 février : accident ferroviaire de la Ligne Hachikō au Japon[38].

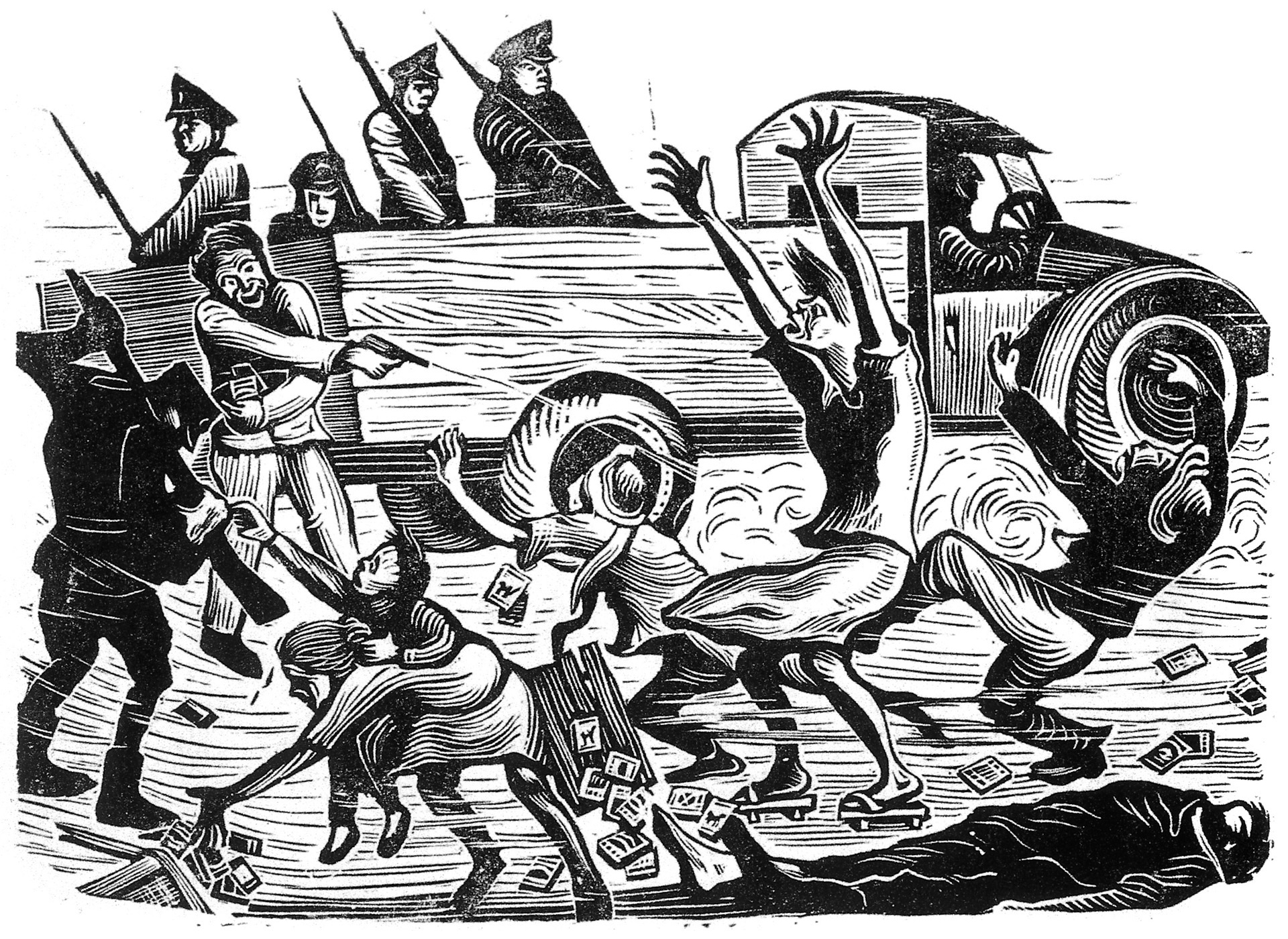
27 février : l’arrestation par la police d’une vendeuse de cigarettes de contrebande, suivie d’une fusillade lors de laquelle un passant trouve la mort, provoque l’incident 228 à Taïwan.

- 28 février : incident 228, soulèvement contre le gouvernement de Taïwan violemment réprimé le 8 mars par le Kuomintang[39]. Début de la période de « Terreur blanche » à Taïwan.

- 19 mars, Chine : les troupes nationalistes s’emparent de la capitale communiste, Yan’an[33].
- 23 mars-2 avril : conférence des relations asiatiques de New Delhi, qui pose les principes de « l’afro-asiatisme » : non-alignement, lutte contre l’impérialisme, appui aux mouvements de libération nationale, recherche d’un renouveau économique[40].
- 24 mars : Lord Mountbatten devient vice-roi des Indes[41]. Il est envoyé en Inde pour négocier l’indépendance avec Gandhi, Nehru et Jinnah. Ces négociations aboutissent le 3 juin à la partition de l’Inde et du Pakistan, tandis que les affrontements deviennent endémiques au Pendjab. En échange de la création d’un État musulman séparé, Mountbatten doit accepter la revendication du Congrès de diviser le Pendjab et le Bengale. Les pouvoirs sont transférés au Parti du Congrès et à la Ligue musulmane. Les autres partis hindous sont ignorés[42].
- 31 mars :
  - loi fondamentale sur l’éducation au Japon, organisant un cursus universitaire à l’américaine[43]. Décentralisation systématique.
  - le gouvernement australien lance un vaste programme d’immigration planifiée[44] ; il préconise la venue de dix immigrants d’origine anglo-celtique pour chaque immigrant « étranger ». Le peu de candidats originaires des îles Britanniques l’obligera à revoir ses prétentions à la baisse et à accepter la venue de centaines de milliers de migrants en provenance des Pays-Bas, d’Allemagne et de France, puis d’Italie, de Yougoslavie, de Grèce et de nombreux autres pays méditerranéens. Au milieu des années soixante, les portes s’ouvrent aux pays d’Asie du Sud-Est et du Moyen-Orient.

- 9 avril, Birmanie : l’AFPFL d’Aung San remporte une majorité écrasante aux élections de l’Assemblée constitutionnelle[45].
- 25 avril, Viêt Nam : Hô Chi Minh appelle à des négociations avec la France. Au cours de l’été, il cherche un compromis et remanie son gouvernement en éliminant les extrémistes (trois communistes seulement dans le gouvernement)[46].
- 29 avril : l’Assemblée constituante indienne supprime l’intouchabilité[47].

- 1er mai, Chine : les forces communistes de Lin Biao lancent une série d’offensives contre les nationalistes en Mandchourie (1er mai-13 juillet, 14 septembre-15 novembre, 15 décembre-15 mars 1948)[48].

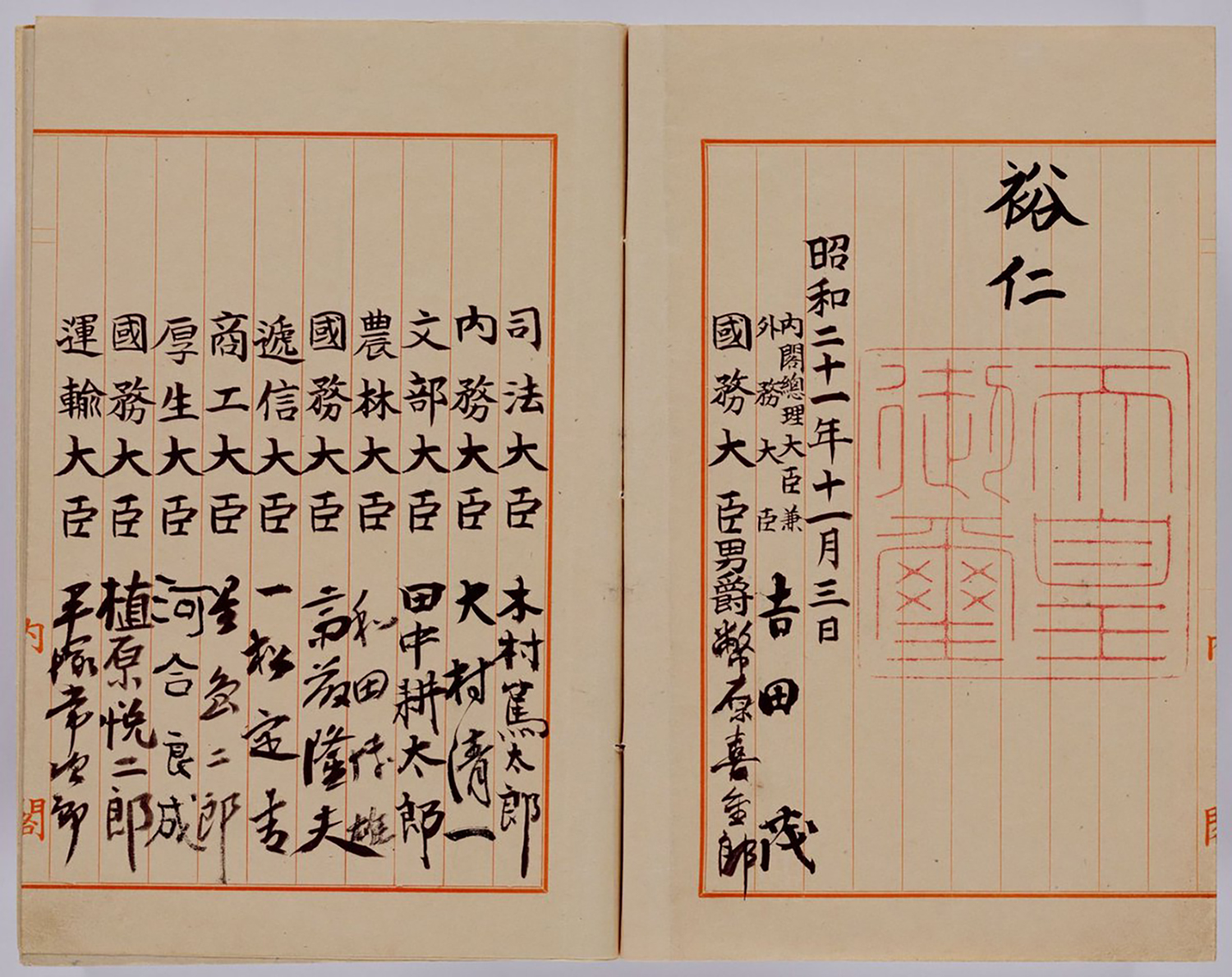
3 mai : entrée en vigueur de la Constitution du Japon.

- 4 mai, Java : le comte Soeria Kartalegawa, ancien bupati de Garut, proclame à Bogor l’État du Pasundan, avec le soutien du colonel Thomson de l’armée néerlandaise, du résident de Priangan M. Klassen et du gouverneur de Batavia C. W. A. Abbenhuis[50].
- 11 mai : le Laos devient une monarchie constitutionnelle[51].
- 16 mai, Chine : victoire communiste à l’issue de la campagne de Menglianggu, dans le Shandong[33].

- 16 juin : l’Assemblée constituante birmane proclame l’indépendance de la Birmanie, sans lien aucun avec le Commonwealth (officielle le 4 janvier 1948)[52].
- 27 juin : à la suite de l'ultimatum du gouvernement néerlandais du 27 mai, qui réclame la constitution d’un gouvernement fédéral provisoire, le Premier ministre indonésien Sjahrir démissionne et est remplacé par Amir Sjarifuddin le 3 juillet[53]. De nombreux incidents se produisent entre les troupes hollandaises et indonésiennes. Les négociations en vue du règlement des questions économiques et pour l’application de l’accord de Linggarjati traînent en longueur.

- 1er juillet, Chine : Lin Biao échoue à prendre Siping ; les communistes souffrent de lourdes pertes en essayant de briser les lignes de défense nationalistes[33].
- 6-17 juillet : tenue d’un référendum d’autodétermination dans la province de la Frontière-du-Nord-Ouest, peuplée essentiellement de Pachtouns, à la demande de l’Afghanistan avec l’accession à l’indépendance de l’Inde et du Pakistan[54]. Le vote consacre le rattachement au Pakistan, mais l’Afghanistan refuse de s’incliner. Les tensions entre les deux pays persistent pendant plusieurs années. Des affrontements sporadiques ont lieu entre les forces armées pakistanaises et des membres de la tribu pachtoune qui avaient créé, avec l’approbation du gouvernement afghan, un mouvement indépendantiste décidé à établir un État sous le nom de Pachtounistan ou Pathanistan.
- 19 juillet, Birmanie : U Saw, un rival politique nationaliste, fait assassiner le Premier ministre Aung San avec six membres du Conseil exécutif. Ce même jour, l’ordre de l’insurrection communiste armée arrive de Moscou et Pékin via Calcutta. U Nu, ancien dirigeant étudiant, appelé à diriger l’AFPFL et le gouvernement, succède à Aung San (4 janvier 1948)[45]. Il stabilise la situation (1949-1958).
- 21 juillet : prétextant des violations de l’agrément Linggarjati, les Hollandais lancent une attaque contre la république indonésienne (« opérations de police ») et étendent leur contrôle sur les deux tiers de Java, les grandes plantations et les champs de pétrole de Sumatra[53].

- 1er août, Indonésie : des protestations aux Nations unies aboutissent à la formation le 26 août d’une Commission des bons offices de l’ONU[55], qui préside à la signature des accords du Renville entre les deux parties (17 janvier 1948).

15 août : partition des Indes. Elle se fait en fonction d’un pourcentage majoritaire des populations musulmanes ou hindoues par régions. De 10,5 à 14 millions de personnes sont déplacées, 500000 sont massacrés ou meurent dans les camps.

- 14 - 15 août à minuit : entrée en vigueur de l’India Independance Act prévoyant la partition de l’Inde. Le Pakistan et l’Inde sont déclarés dominions indépendants dans le Commonwealth[42].
  - La question des 554 États princiers est facilement résolue à trois exceptions près : le Junâgadh, le Hyderabad et le Cachemire. Le Junâgadh, dans le Gujarat, est un petit État qui a un souverain musulman et une population de 700 000 habitants à majorité hindoue. Un soulèvement populaire permet à l’Inde de l’intégrer dans son territoire le 10 février 1948. Le nizam, souverain musulman d’Hyderabad qui règne sur 17 millions d’habitants en majorité hindous, refuse de rejoindre l’Inde. Le gouvernement indien prétextera des menées d’une milice musulmane qui terrorise la population pour lancer une opération militaire qui se termine par la capitulation d’Hyderabad le 17 septembre 1948. Le maharadjah du Cachemire signe un accord de statu quo en août. Devant l’invasion des tribus pathan venues du Pakistan le 22 octobre, il opte pour l’Inde le 26 octobre. L’intervention des troupes indiennes contre les Pathan dégénère en guerre contre le Pakistan (1947-1949). L’Inde perd le Gilgit, rattaché de facto au Pakistan[56],[57].

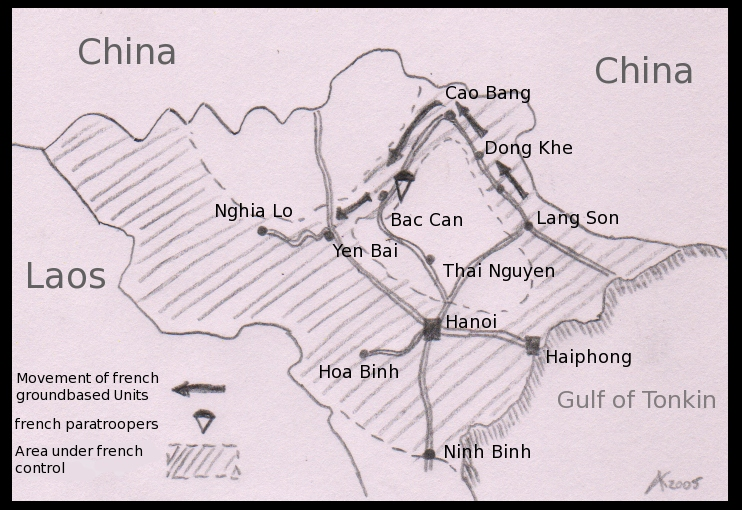
7 octobre-22 décembre : opération Léa dans la guerre d'Indochine.

- 7 octobre : début de l’opération Léa, offensive française contre le Việt Minh dans la guerre d'Indochine[58].

- 27 octobre : l’Inde accepte le rattachement du Cachemire et y envoie des troupes aéroportées ; début du conflit entre l’Inde et le Pakistan (fin en janvier 1949)[57].
- Octobre : le gouvernement tibétain envoie une mission commerciale conduite par Tsepon Shakabpa en Inde, au Royaume-Uni, aux États-Unis et en Chine (fin en janvier 1949). Les États-Unis et la Grande-Bretagne reconnaissent l’indépendance du Tibet[59].

- 9 novembre : une junte militaire menée par Phibun prend le contrôle du gouvernement en Thaïlande et reste au pouvoir, hormis un bref interlude au début de 1948, jusqu’en 1957[60]. Sous son autorité dictatoriale, la Thaïlande entretient d’étroites relations avec les États-Unis et le Royaume-Uni.
- 29 novembre, Viêt Nam : massacre de civils à My Trach par les soldats français[61].

- 6 décembre, Viêt Nam : rencontre en baie d’Along entre le haut commissaire de la République en Indochine Émile Bollaert et l’empereur d’Annam, Bảo Đại au terme de négociations secrètes. Un protocole d’accord mentionnant l’indépendance est établi, mais limité par de multiples restrictions en matière de diplomatie et de défense[62].
- 9 décembre, Java : massacre de civils à Rawagede par les soldats néerlandais[63].

### Proche-Orient
- 27 janvier :
  - Égypte : le gouvernement de Nokrachi Pacha annonce la rupture des négociations avec Londres et décide de transmettre la question du retrait britannique au Conseil de sécurité de l’ONU[64].
  - ouverture à Londres d’une nouvelle conférence sur la Palestine ; Ernest Bevin propose la liberté d’émigration juive contre une Palestine unitaire indépendante dans un délai de cinq ans. Devant l’opposition des parties, Londres décide le 14 février de transmettre le dossier Palestinien aux Nations unies[65].

- 29 mars : début du gouvernement irakien de Sayyid Salih Jabr (en), premier chiite à devenir Premier ministre (fin le 27 janvier 1948). Il décide de renégocier le traité d’alliance avec la Grande-Bretagne[66].

- 2 avril : le Royaume-Uni s’en remet aux Nations unies pour le règlement de la question palestinienne[67].
- 28 avril : l’ONU décide la création d’une commission d’enquête (UNSCOP) chargée l’élaborer un rapport en vue d’un vote des États-membres. Elle arrive en Palestine en juin[68].

- 4 mai : des membres de l’organisation sioniste Irgoun attaquent la prison de Saint-Jean-d’Acre et libèrent 189 prisonniers[68].
- 25 mai : le président libanais Béchara el-Khoury manipule les élections pour obtenir une révision constitutionnelle lui permettant d’exercer un second mandat[69].

- 2 juillet : l’Irgoun enlève deux sergents britanniques, qui sont exécutés le 31[68].
- 7 et 8 juillet : élections législatives en Syrie[70]. Le Bloc national disparaît pour laisser place à deux nouveaux partis, le parti national (partisans du président Choukri al-Kouatli, pour l’indépendance à l’égard des autres pays arabes) et parti du peuple (favorable aux projets d’union). Le parti national conserve le pouvoir en s’alliant avec des indépendants, mais l’absence de majorité claire paralyse le pouvoir. Cette situation favorise le développement du parti populaire syrien (PPS) à droite et du Ba’th (parti socialiste arabe) à gauche. La première mesure du gouvernement est de réduire les effectifs de l’armée syrienne.

- 8 juillet : une plainte officielle relative à la présence de la Grande-Bretagne en Égypte est transmise à l’ONU[71]. Mais les Britanniques sont appuyés par les États-Unis qui souhaitent leur présence dans la région.
- 18 juillet : l’Exodus, qui tentait d’amener en Palestine 5 000 émigrants juifs clandestins, est arraisonné par les Britanniques qui le renvoient en France[65]. C’est le début d’un éprouvant périple qui se termine le 8 septembre à Hambourg où les troupes britanniques contraignent les passagers à débarquer[68].

- 1er septembre : la commission d’enquête de l’ONU publie un rapport préconisant le partage de la Palestine en deux États, arabe et juif, et la création d’une zone internationale englobant Jérusalem et Bethléem. Elle demande une immigration juive immédiate de 150 000 personnes[65]. Le mufti de Jérusalem fait savoir son accord à la solution du partage à condition qu’il prenne la direction de l’État arabe.
- 20 septembre : la Grande-Bretagne décide d’évacuer unilatéralement la Palestine sans aucune transmission de pouvoir[65].

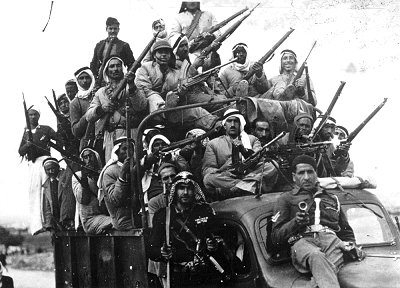
30 novembre : début de la guerre civile de 1947-1948 en Palestine mandataire. Volontaires arabes

- 29 novembre : le plan de partage de la Palestine établi par l’ONU, déjà accepté par l’Agence juive, les États-Unis (11 octobre) et l’Union soviétique (13 octobre), est adopté par l’Assemblée générale des Nations unies[65] (33 pour, 13 contre, 10 abstentions). Deux États sont créés ainsi qu'une enclave internationalisée à Jérusalem. Le projet est rejeté par les Palestiniens et les pays arabes.

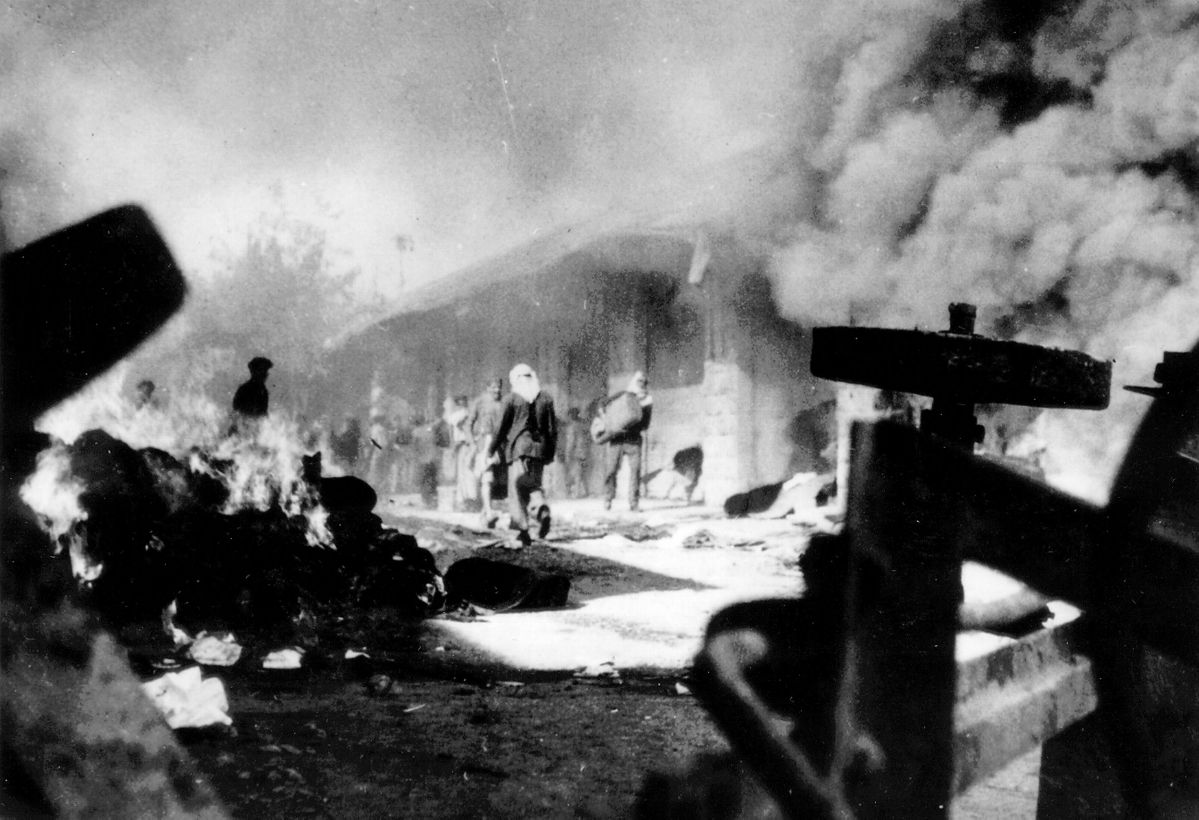
2 décembre : attaque d’un quartier commercial juif de Jérusalem pendant la Guerre civile en Palestine

- 30 novembre : début de la Guerre civile de 1947-1948 en Palestine mandataire. Les Arabes de Palestine décrètent une grève (1er décembre). Le 2 décembre, des quartiers juifs sont attaqués à Jérusalem, entraînant des représailles de la part des sionistes radicaux. Les autorités britanniques refusent de maintenir l’ordre[65]. Le 15 décembre, on compte 160 morts, en majorité arabes[68].

- 2 décembre : des manifestations contre le plan de partage de la Palestine dégénèrent en pogrom anti-Juif à Alep[72] et à Aden (2 - 3 décembre)[73].

### Europe

#### Europe de l’Est

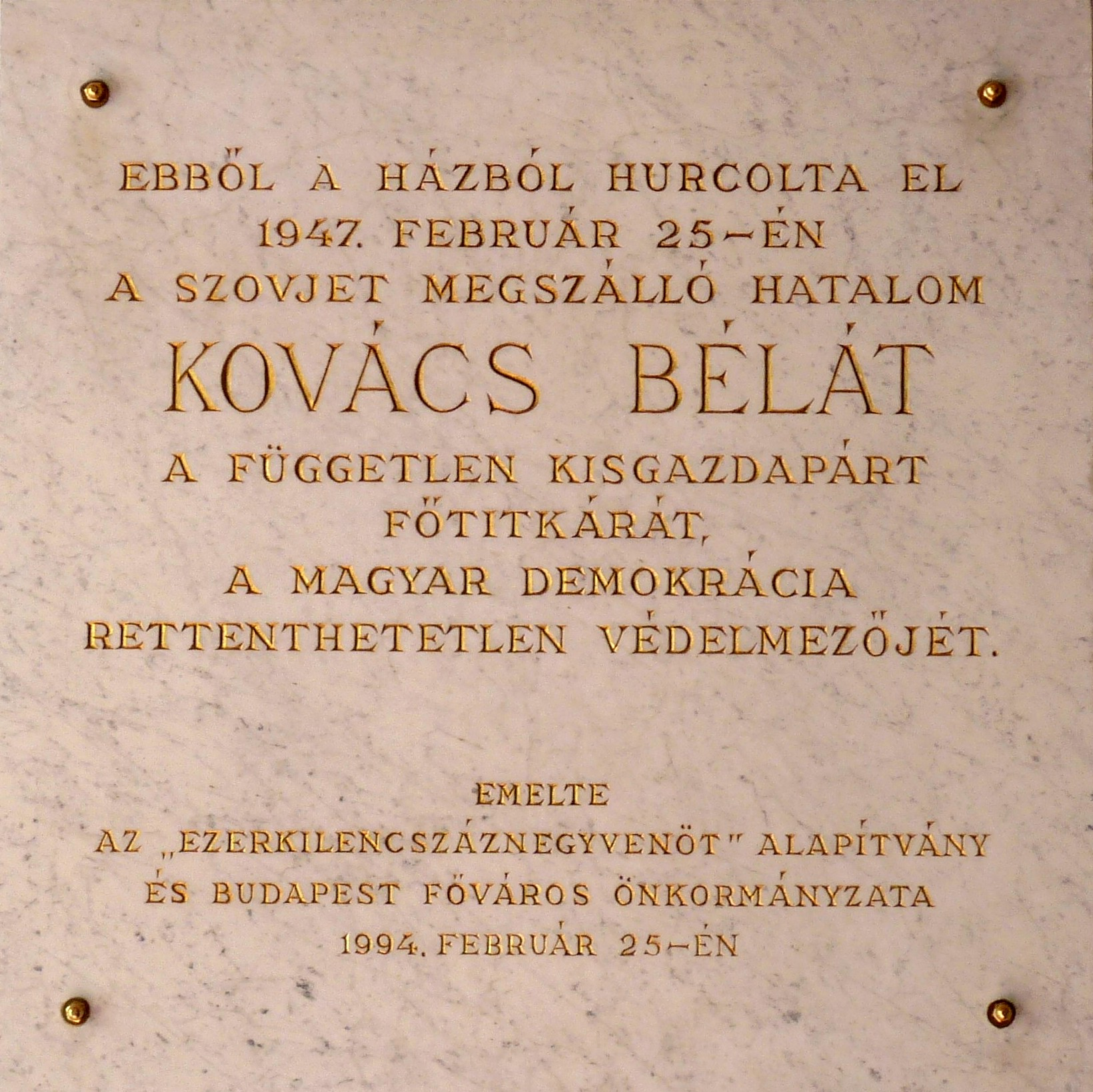
Plaque commémorative de l’arrestation de Béla Kovács le 25 février.

- 5 janvier, Hongrie : le ministère de l’Intérieur hongrois dénonce « la conspiration de la communauté hongroise » contre la république de Hongrie, impliquant un ministre et plusieurs députés du Parti des petits propriétaires. Le 7 février, l’immunité parlementaire du secrétaire du parti Béla Kovács est suspendu et il est arrêté par les autorités soviétiques le 25 février[74].
- 19 janvier : le « bloc démocratique polonais » obtient 80,1 % des voix aux élections législatives en république populaire de Pologne. Le Parti paysan polonais, seul parti d’opposition, obtient 10,3 % des suffrages et dénonce l’irrégularité du scrutin[75]. Le Bloc est constitué par le parti socialiste, le parti communiste (Parti ouvrier polonais) et le parti démocrate. Władysław Gomułka, secrétaire général du Parti ouvrier polonais, décidé à introduire un régime socialiste, tient à conserver au gouvernement polonais toute sa liberté d’action. Il résiste aux injonctions staliniennes.

- 5 février : le communiste Bolesław Bierut est élu président de la république populaire de Pologne. Le 6 février, il nomme le socialiste Józef Cyrankiewicz président du Conseil[76].
- 10 février : au traité de Paris, la Roumanie est contrainte de renoncer à ses droits sur la Bessarabie et la Bucovine du Nord, au profit de l’URSS, ainsi que sur la Dobroudja méridionale, au profit de la Bulgarie, mais récupère la Transylvanie septentrionale. Le paiement de réparations de guerre lui est imposé[77]. L’armée soviétique reste en Hongrie[78].
- 17 février : premières émissions en russe de la radio la Voix de l’Amérique à destination de l’URSS[79].

- 28 mars : assassinat du général polonais Karol Świerczewski, vice-ministre de la Défense[76].

- 5 avril : vote de la loi de réorganisation du ministère de l’économie en Roumanie, qui devient le Ministère de l’Industrie et du Commerce, confié à Gheorghiu-Dej[80]. Mesures pour contrôler l’économie, soumise à l’inflation galopante, au marché noir et à la fuite des capitaux, création des « offices industriels » pour la répartition des produits, loi « anti-koulak » dans les campagnes, qui donne à l’État la préemption d’achat des terres, développement des coopératives de machines agricoles.
- 16 avril : exécution par pendaison de Rudolf Höss, ancien commandant du camp de concentration d’Auschwitz[81].
- 28 avril - 31 juillet : opération Vistule. 140 660 identifiées comme ukrainiennes (Ukrainiens, Boykos et Lemkos) vivant dans le Sud-Est de la Pologne sont déportés dans les « Territoires Recouvrés » au nord et à l’ouest du pays[82].

- 31 mai, Hongrie : compromis dans un soi-disant complot contre-révolutionnaire Ferenc Nagy est obligé de démissionner. Lajos Dinnyés, un autre membre du Parti des petits propriétaires lui succède le 2 juin[74].

- 5 juin : début de l’élimination de l’opposition en république populaire de Bulgarie. Le chef du parti agrarien Nicolas Petkov, accusé de complot contre le gouvernement du Front patriotique, est arrêté et 23 députés sont déchus de leur mandat. Le 16 août Petkov est condamné à mort et pendu dans la cour de la prison centrale de Sofia le 23 septembre. Le parti agrarien est interdit le 25 août[83],[84].

- Juin : la Roumanie refuse l’aide Marshall[85] et le PCR propose un plan de six mois visant à porter la production industrielle à 70 % du niveau de 1938.

- 2 juillet : l’URSS annonce qu’elle refuse le Plan Marshall[86].

- 11 juillet : en Tchécoslovaquie, Edvard Beneš, qui souhaitait accepter le plan Marshall proposé par les Américains, est contraint d’y renoncer sous la pression des Soviétiques[86]. À l’intérieur, la baisse d’influence des communistes accroît la tension à l’approche des élections prévues en mai 1948.

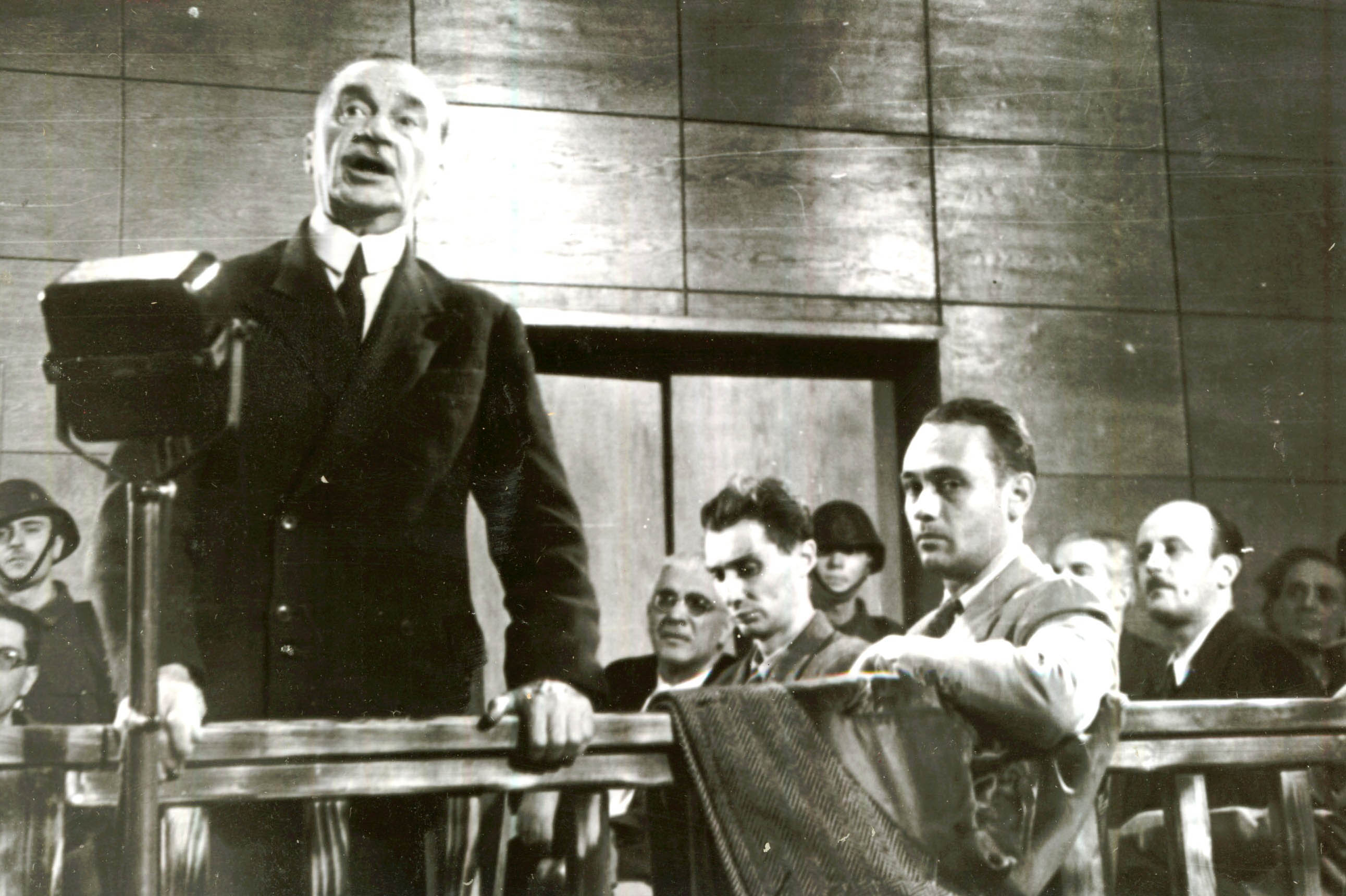
Iuliu Maniu lors de son procès, le 11 novembre.

- 29 juillet, Roumanie : le Parti national paysan est interdit, les mandats des députés nationaux paysans sont annulés (5 août) et son chef, Iuliu Maniu, est condamné à la détention à perpétuité (procès du 29 octobre au 11 novembre)[87].

- 25 juillet : l’Assemblée législative hongroise est dissoute[88].

- 1er août : lancement d’un plan de reconstruction de trois ans en Hongrie[89].

- 15 août : une réforme monétaire (1 leu nouveau pour 20 000 lei anciens) est adoptée en Roumanie[85], diversifiant les plafonds de change suivant les catégories sociales : bourgeois et paysans se voient dépouillés de leurs liquidités.

- 31 août : un nouveau Parlement est élu en Hongrie, dominé par les communistes (22 % des suffrages), alliés aux socialistes. Le Parti des petits propriétaires, jusqu’alors majoritaire, n’obtient que 15 % des voix[74]. Un gouvernement de coalition est formé par Dinnyés le 24 septembre[88].

- 22-27 septembre : la doctrine Jdanov, divisant le monde en deux camps, est exposée lors de la réunion de neuf partis communistes européens à Szklarska Poreba en Pologne. Le 5 octobre, la conférence publie une résolution annonçant la création du Kominform, une « Internationale communiste » en remplacement du Komintern. C’est un bureau d’information chargé de coordonner les activités des neuf partis face à l’impérialisme américain[90].

- 6 novembre : les derniers ministres bourgeois sont éliminés du gouvernement roumain. La militante communiste Ana Pauker remplace Tǎtǎrescu aux Affaires étrangères[91].
- 20 novembre : le Parti de l’indépendance hongroise, principal parti d’opposition en Hongrie, est dissous et tous ses mandats sont invalidés ; son dirigeant Zoltán Pfeiffer a fui Budapest dès le 4 novembre[88].
- 24 novembre-22 décembre : procès du personnel du camp d’Auschwitz à Cracovie[92].
- 29 novembre : nationalisation des banques en Hongrie[93].

- 6 décembre : entrée en vigueur de la Constitution de la république populaire de Bulgarie[94].

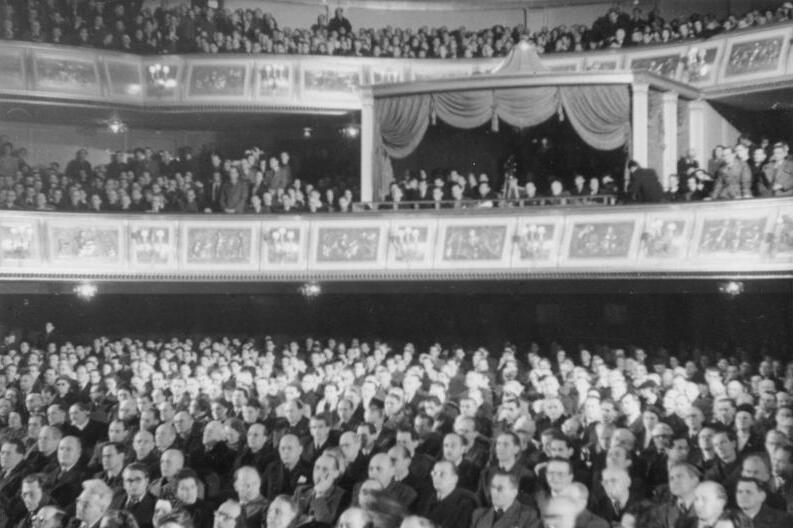
6-7 décembre : le Congrès du peuple à Berlin.

- 6-7 décembre : le 1er Congrès du Peuple allemand « Pour l’unité de l’Allemagne et une paix juste » (Volkskongress) est réuni à Berlin-Est par le Parti socialiste unifié[95].
- 8 décembre : traité d’amitié, de coopération et d’assistance mutuelle entre la Hongrie et la Yougoslavie[93].
- 30 décembre : abdication du roi Michel Ier de Roumanie et proclamation de la République populaire roumaine[87].

#### Europe de l’Ouest
- 15 décembre 1946-10 mars 1947 : hiver très rigoureux[96]. Il désorganise l’appareil productif au Royaume-Uni (2,3 millions de personnes en chômage technique en février) et fragilise l’économie[97].

- 1er janvier :

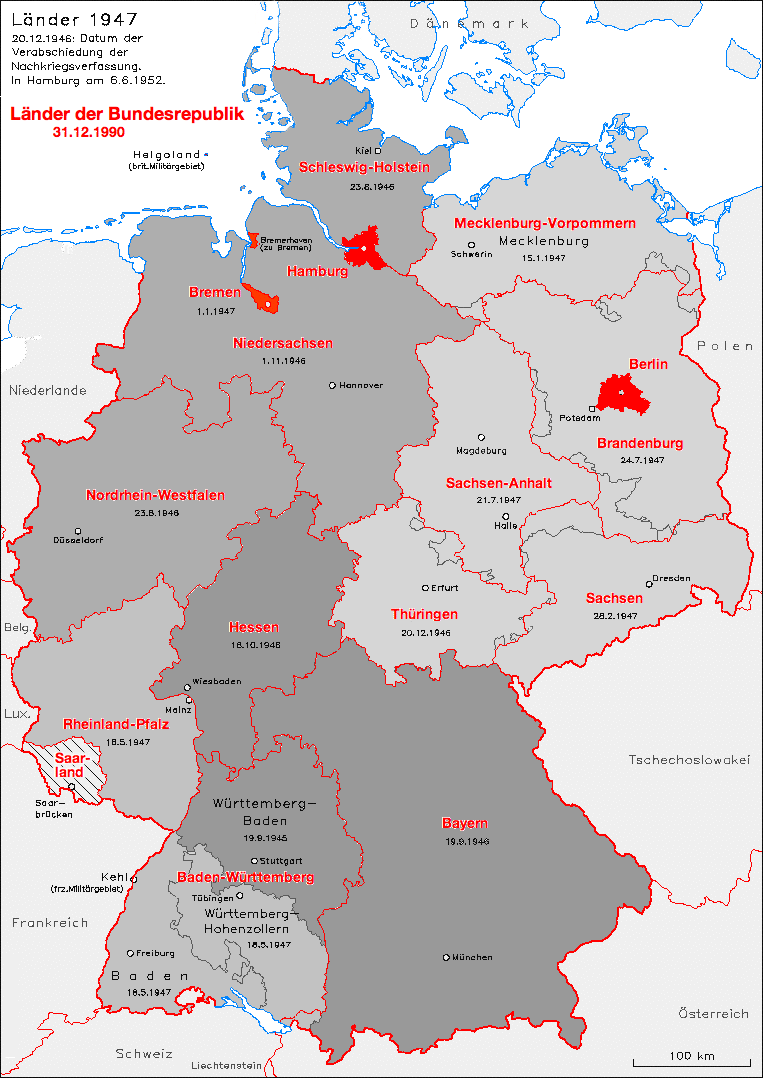
Les länder de l’Allemagne en 1947

  - mise en place de la bizone en Allemagne, à la suite de l'entrée en vigueur de l’accord américano-britannique sur la fusion économique des deux zones d’occupation[98].
  - entrée en vigueur de plusieurs nationalisations décidées par le gouvernement travailliste du Royaume-Uni. Avec le National Coal Board, toute la production minière du Royaume-Uni y est concentrée, tandis que les télécommunications passent sous la gestion d’une entreprise d’État : les Cable and Wireless Communications[99].
- 16 janvier : élection de Vincent Auriol à la présidence de la IVe République en France[100].

- 2 février, Grèce : reprise des combats entre royalistes et communistes en Thrace, en Macédoine et en Thessalie[101].
- 4 février :
  - Electricity Act 1947 (en). Nationalisation de la production d’électricité au Royaume-Uni[102], effective le 1er avril 1948 avec la mise en place du British Electricity Authority (en)[103].
  - pendaison de Siegfried Seidl, commandant du camp de Theresienstadt[104], jugé responsable de la mort de 20 000 Juifs. La veille, onze membres du personnel du camp de Ravensbrück ont été condamnés à mort[105].
- 10 février : signature à Paris de traités de paix entre les Alliés et les anciens États satellites européens de l’Allemagne nazie, la Bulgarie, la Finlande, la Hongrie, l’Italie et la Roumanie[106]. Tous ces pays doivent renoncer à la fabrication, à l’expérimentation et à la possession de l’arme atomique[107]. L’Italie est contrainte à des cessions territoriales (Istrie, une partie de la Vénétie julienne, Trieste, Dodécanèse italien)[108].
- 12 février : premier défilé de Christian Dior et création du New Look qui va marquer la mode féminine des années suivantes[109].
- 18 février : décret-loi pour la répression du banditisme et du terrorisme en Espagne[110]. Reprise de la répression contre la guérilla républicaine (1947-1948).
- 21 février : le Royaume-Uni, économiquement exsangue, informe le gouvernement américain qu’il ne peut plus intervenir dans la guerre civile grecque[111]. Le 3 mars, le gouvernement grec demande une aide économique et militaire aux États-Unis pour lutter contre la guérilla communiste. Après avoir exposé sa doctrine devant le Congrès le 12 mars, le président Truman demande l’octroi d’une aide économique et militaire à la Grèce et à la Turquie de 400 millions de dollars, accordée par la loi du 22 mai[112]. 74 000 tonnes de matériel militaire sont envoyées en Grèce par les États-Unis dans les cinq derniers mois de l’année. Deux cent cinquante instructeurs militaires commandés par le général James Van Fleet entraînent l’armée grecque. Van Fleet amorce la politique d’expulsion forcée de milliers de Grecs de leur région d’origine vers les campagnes pour affaiblir et isoler les rebelles[113].

- 4 mars : traité de Dunkerque entre la France et la Grande-Bretagne, accord de défense mutuelle contre toute renaissance du militarisme allemand[114].
- 10 mars - 24 avril : échec à Moscou d’une conférence des quatre sur l’Allemagne (George Marshall, Ernest Bevin, Viatcheslav Molotov et Georges Bidault), avec pour objectif de préparer un traité de paix avec l’Allemagne et l’Autriche[115]. La France rejoint la position des États-Unis et du Royaume-Uni.

- 20 avril :
  - début du règne de Frédéric IX de Danemark (fin en 1972)[116].
  - élections des Landtage en zone d’occupation britannique en Allemagne[117].
- 25 avril : une grève spontanée éclate aux usines Renault de Billancourt ; début d’une importante vague de grèves ouvrières en France (mai-juin et novembre)[118].

- 5 mai : renvoi des ministres communistes du gouvernement en France[119].
- 18 mai : élections régionales dans la zone d’occupation française en Allemagne et référendums sur les constitutions des länder de Bade, Wurtemberg-Hohenzollern et constitution de la Rhénanie-Palatinat[117].
- 29 mai, Allemagne : les anglo-américains créent dans leur zone d’occupation un conseil économique élu (Wirtschaftsrat), doté de certains pouvoirs législatifs, et un Conseil exécutif (Exekutivrat), entrés en vigueur le 10 juin. Les bases d’un État allemand commencent à se mettre en place[117].

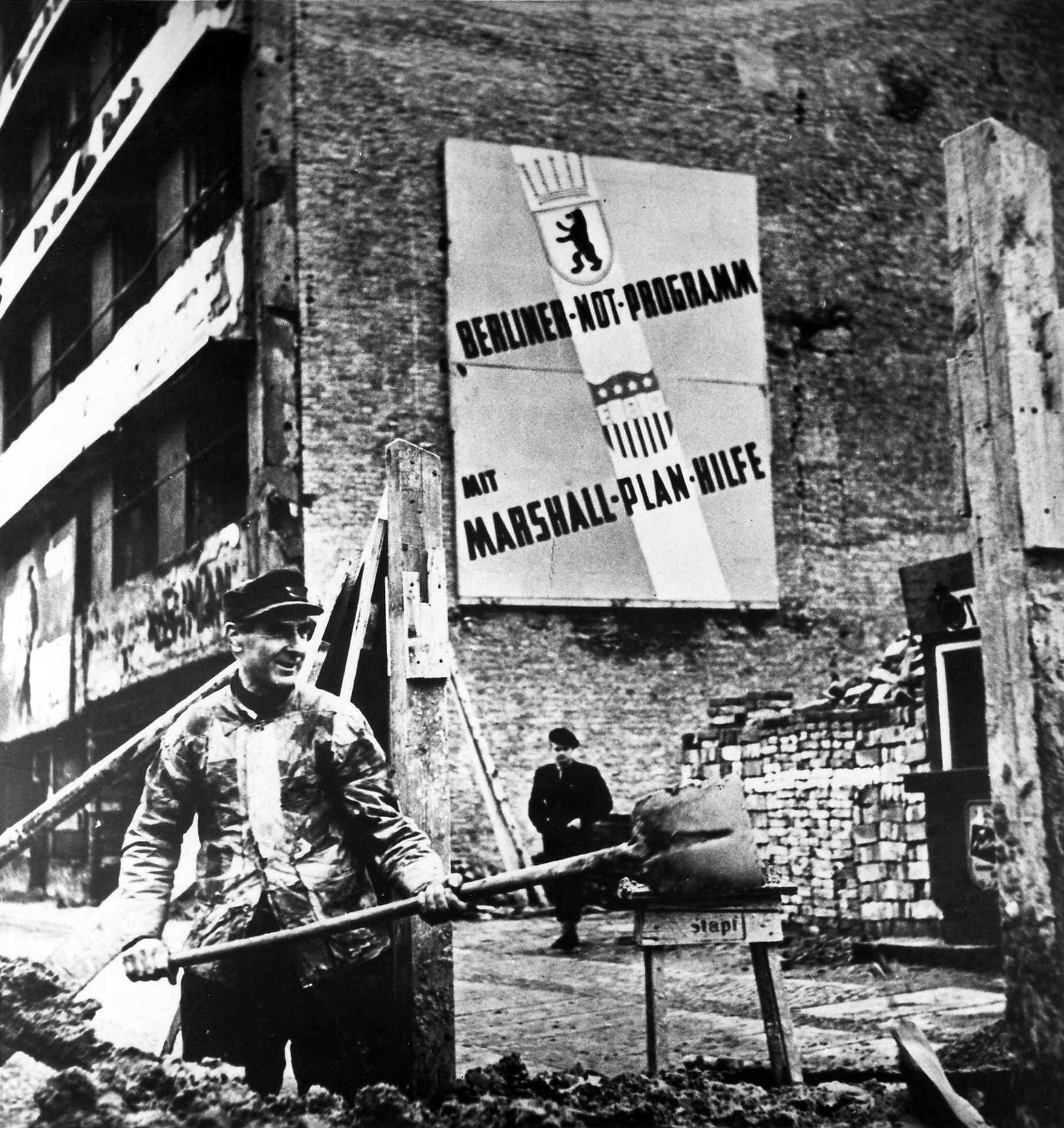
5 juin : plan Marshall.

- 5 juin : annonce du plan Marshall, en vue de la reconstruction économique de l’Europe et pour lutter contre le communisme (discours de Harvard). Le secrétaire d’État George Marshall propose à l’Europe un plan d’aide économique et de stabilité politique mis au point par Kennan. Ce plan pourrait en principe s’appliquer aux pays de la zone d’influence soviétique. 12,5 milliards de dollars seront consacrés à la reconstruction de l’Europe du 1er avril 1948 au 30 juin 1952[111].
- 24-29 juin, 27 juillet-5 août, 14-20 août; série de vagues de chaleur d’ampleur exceptionnelle, qui affectent l’ensemble du continent européen[120]. La période entre le 22 juillet et le 4 août est considérée, selon Météo-France, comme « l’épisode caniculaire le plus intense depuis l’après-guerre, après la canicule d’août 2003. » Paroxysme du démantèlement des glaciers dans les Alpes.
- 25 juin : parution originale du livre Le Journal d’Anne Frank[121].
- 27 juin-2 juillet : conférence de Paris sur le plan Marshall. Les Soviétiques rejettent finalement l’offre américaine[117]. Staline donne l’ordre aux Partis communistes occidentaux de le saborder.
- 12 juillet : ouverture à Paris d’une conférence économique européenne qui réunit seize pays pour élaborer un plan de redressement basé sur le plan Marshall (fin le 27 septembre). Un programme de reconstruction est élaboré et un comité européen de coopération économique est créé[122].
- 15 juillet-20 août : la convertibilité de la livre sterling rétablie le 15 juillet doit être suspendue le 20 août, alors que le déficit de la balance des paiements du Royaume-Uni atteint 582 millions de £[97].
- 25 juillet : acte d’accusation du procès des Einsatzgruppen tenu à Nuremberg jusqu’au 8 avril 1948[123].

- 26 juillet : entrée en vigueur de la loi de succession qui réaffirme le principe de la monarchie en Espagne. Un Conseil du Royaume est institué[124].

- 30 juillet-5 août : après tragédie de la Shoah, la conférence de Seelisberg réunit des personnalités juives (dont l'historien français Jules Isaac) et chrétiennes pour étudier les causes de l'antijudaïsme et de l'antisémitisme chrétiens. Elle débouche sur les « dix points de Seelisberg »[125]

- 22 septembre : adoption du plan Marshall par la conférence des Seize réunie à Paris[122].

- 2 octobre : au Royaume-Uni, la conférence annuelle du parti conservateur adopte la Charte de l’industrie[126]. La doctrine conservatrice est modifiée en 1947-1948 par l’adoption de « chartes » (Chartes de l’industrie, de l’agriculture, de l’empire) par lesquelles le parti se rallie aux principales réformes, en particulier à un interventionnisme modéré de l’État au nom du plein emploi[97].

- 21 octobre : constitution provinciale de la ville libre hanséatique de Brême[127].

- 28 octobre : élections législatives au Danemark[128]. Hans Hedtoft forme un gouvernement social-démocrate le 13 novembre[129].

- 13 novembre : le remplacement de Hugh Dalton par Stafford Cripps à la chancellerie de l’Échiquier annonce le retour à une politique plus orthodoxe de maîtrise des dépenses au Royaume-Uni[130]. L’aile gauche travailliste, qui considère la politique gouvernementale trop à droite, constitue le « Keep Left Movement » (Ian Mikardo, Michael Foot et Richard Crossman)[97].
- 15 novembre : offensive générale contre les communistes en Grèce. Un commandement gréco-américain est créé[131].
- 20 novembre : célébration à l’Abbaye de Westminster à Londres du mariage de la princesse Elisabeth du Royaume-Uni et du lieutenant Philip Mountbatten[132].
- 25 novembre - 15 décembre : échec de la conférence « de la dernière chance » réunissant à Londres les quatre puissances occupant l’Allemagne et l’Autriche pour préparer des traités de paix[117].

- 15 décembre : promulgation de la constitution de la Sarre. Le 20 décembre, un gouvernement sarrois est formé. La Sarre est détachée politiquement de l’Allemagne. La politique étrangère et la défense seront prises en charge par la France[133].

## Décès en 1947

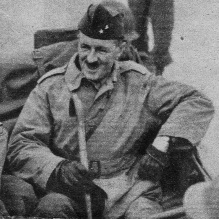
Philippe Leclerc.

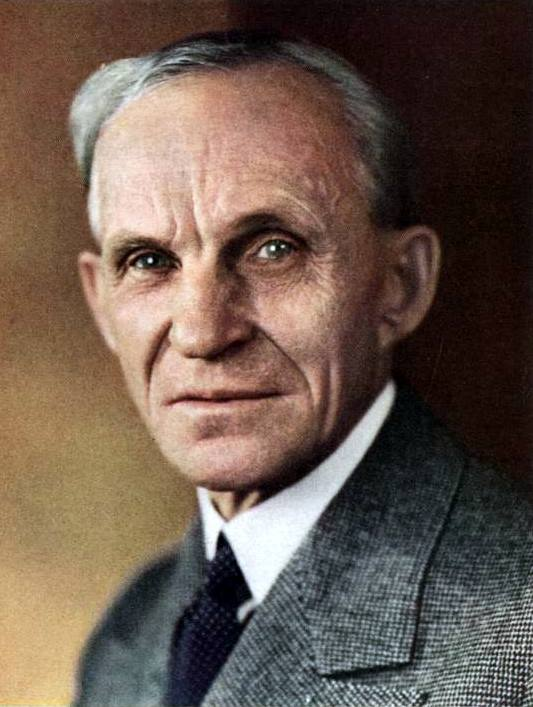
Henry Ford

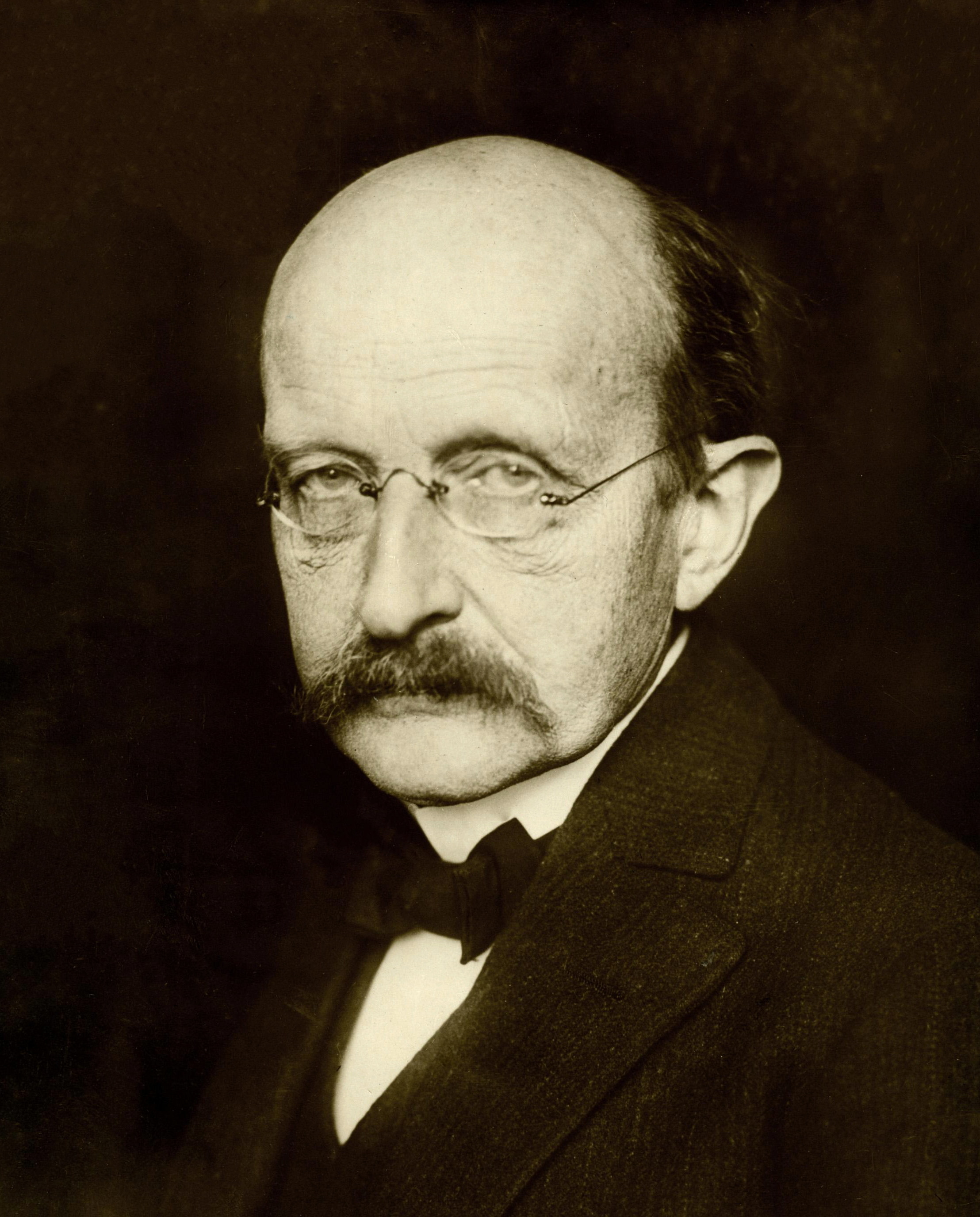
Max Planck

Personnalités majeures décédées en 1947
- 23 janvier : Pierre Bonnard (peintre et graveur français)
- 25 janvier : Al Capone (gangster américain)
- 7 avril : Henry Ford (industriel américain)
- 23 mai : Charles Ferdinand Ramuz (écrivain et poète suisse)
- 14 juin : Albert Marquet (peintre français)
- 4 octobre : Max Planck (physicien allemand)
- 24 novembre : Léon-Paul Fargue (poète français)
- 28 novembre : Philippe Leclerc (militaire français)
- 30 novembre : Ernst Lubitsch (cinéaste américain d'origine allemande)
- 7 décembre : Tristan Bernard (romancier et dramaturge français)
- 14 décembre : Stanley Baldwin (homme politique britannique)
- 28 décembre : Victor-Emmanuel III (roi d'Italie de 1900 à 1946)
- 30 décembre : Alfred North Whitehead (logicien et mathématicien britannique)